# قنطيون ترافنكوري
قنطيون ترافنكوري (الاسم العلمي:Canthium travancoricum) هو نوع من النباتات يتبع جنس القنطيون من الفصيلة الفوية.